# Unidad Turística Embalse

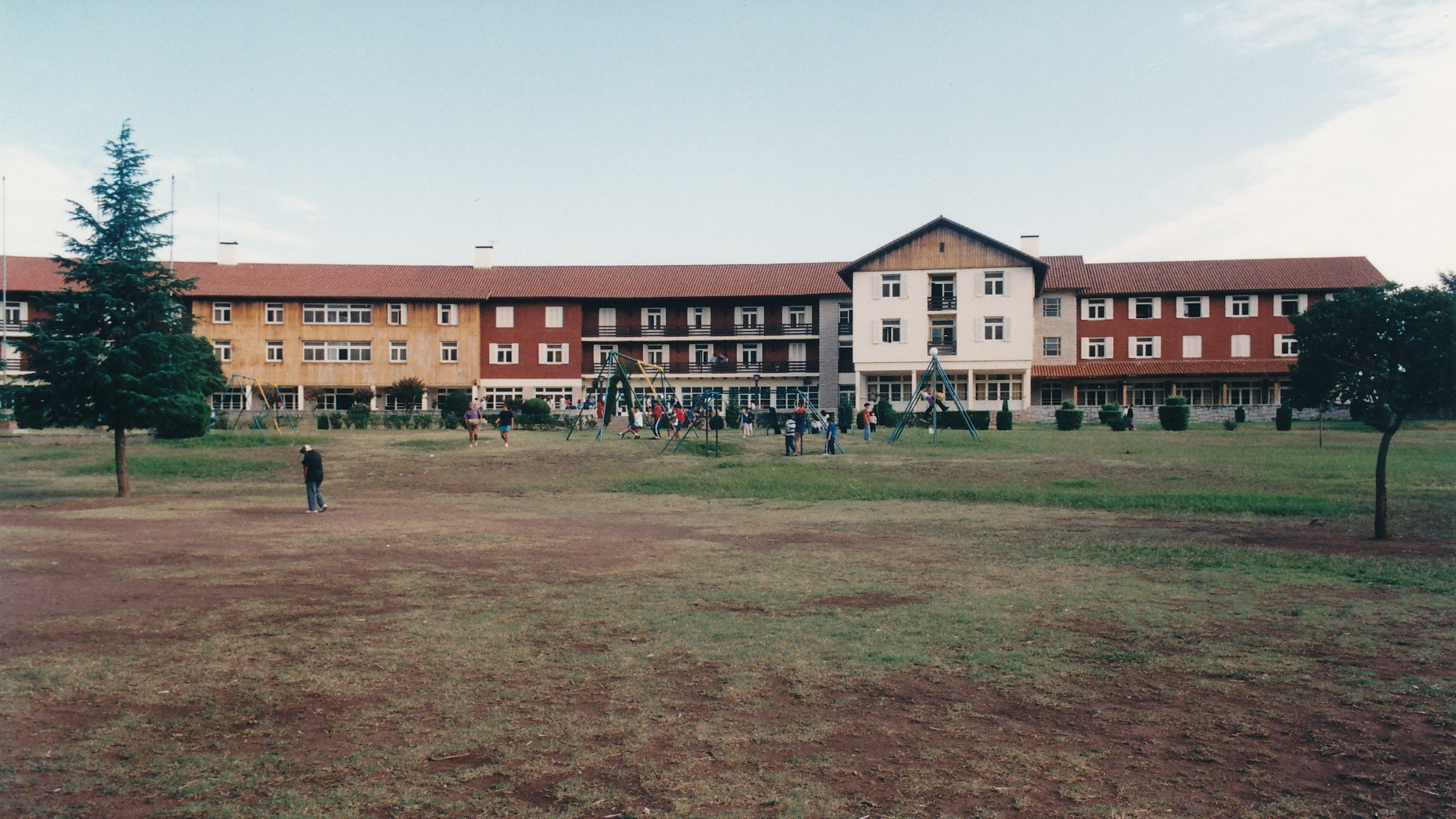
Vista parcial del Hotel N˚ 2 en 1997.

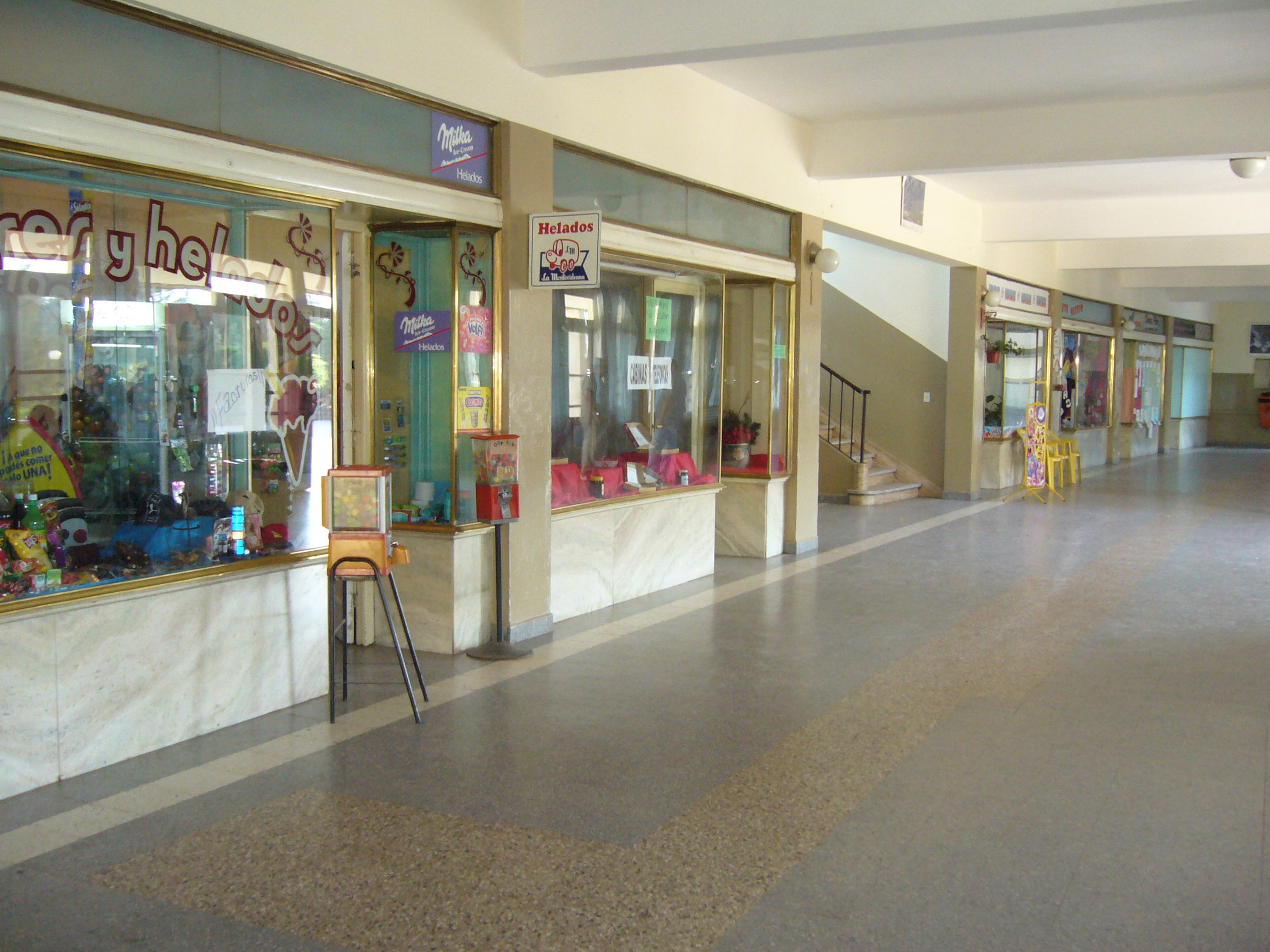
Vista interior de los locales comerciales del Hotel N˚ 2 en 2009.

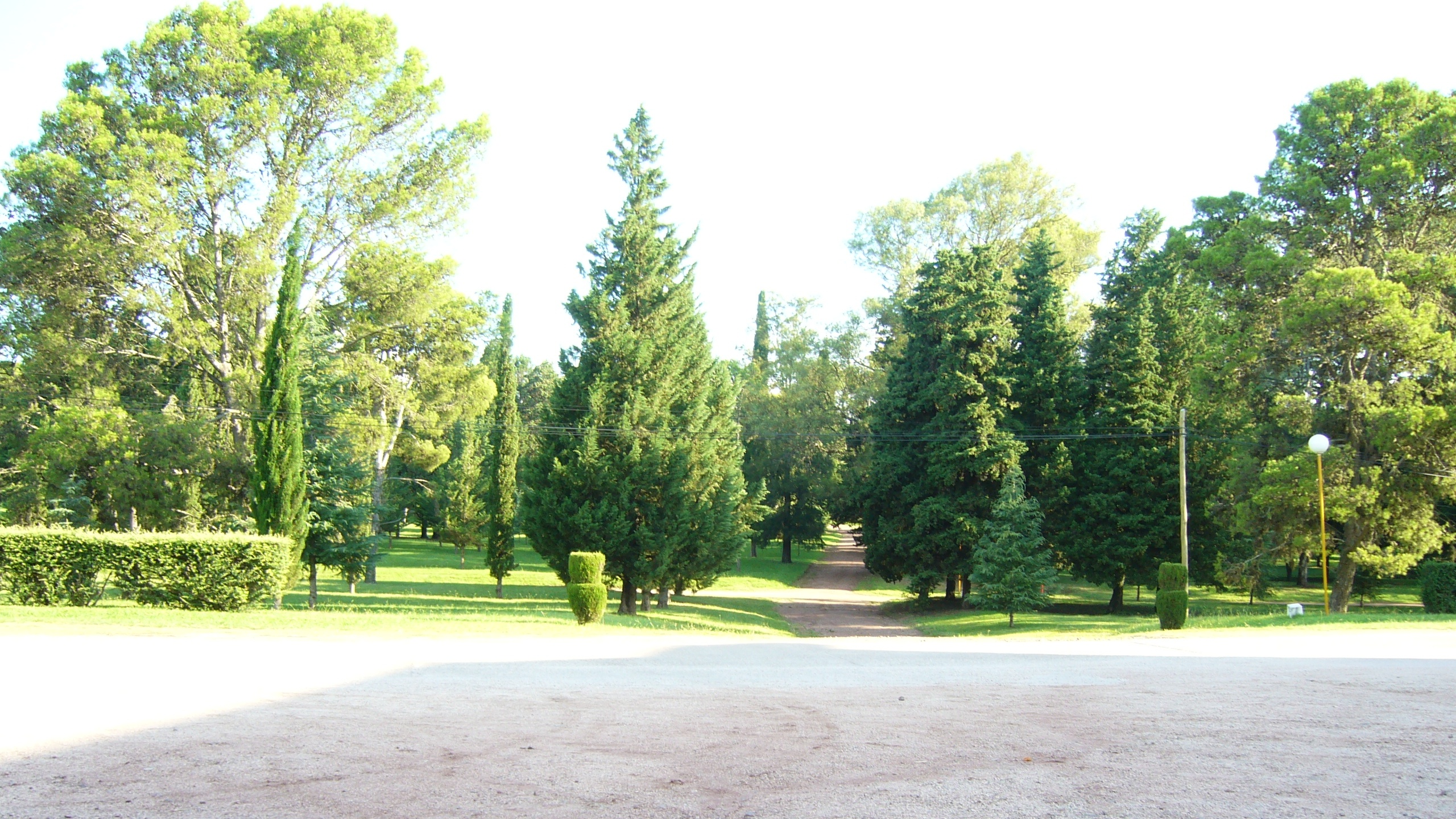
Vista parcial del parque detrás del Hotel N˚ 2 en 2009.

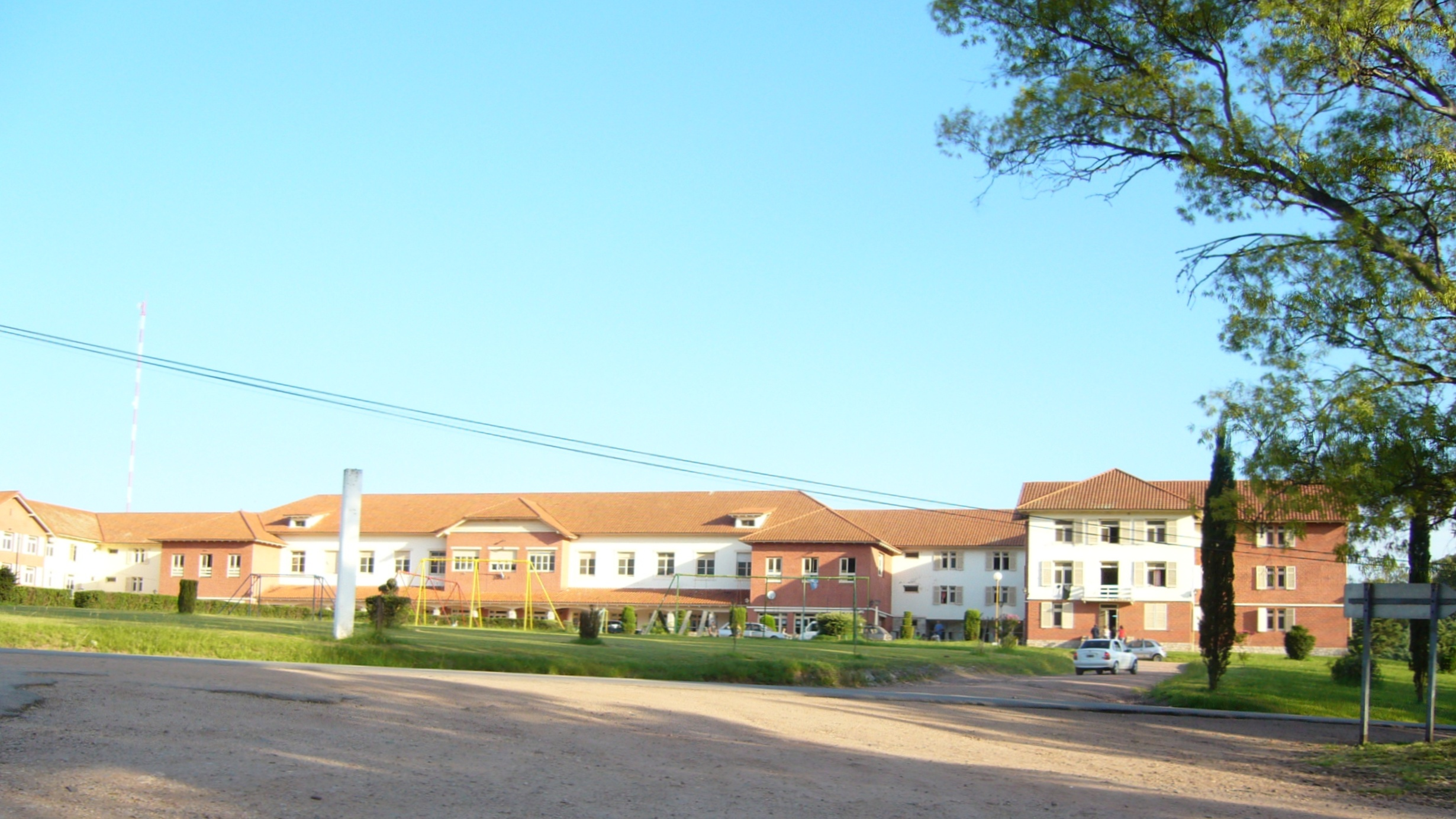
Vista parcial del Hotel N˚ 6 en 2009.

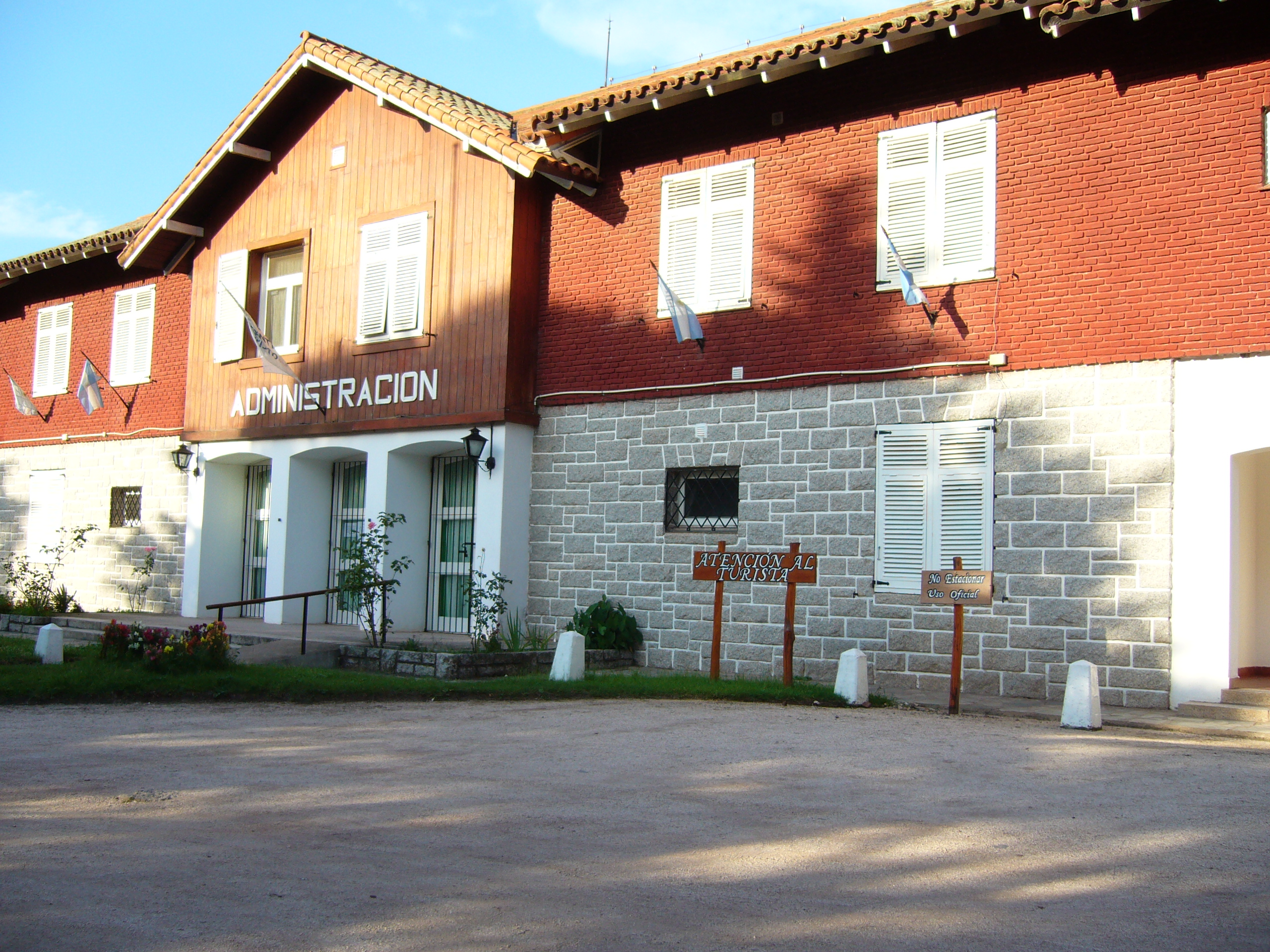
Vista parcial de la administración en 2009.

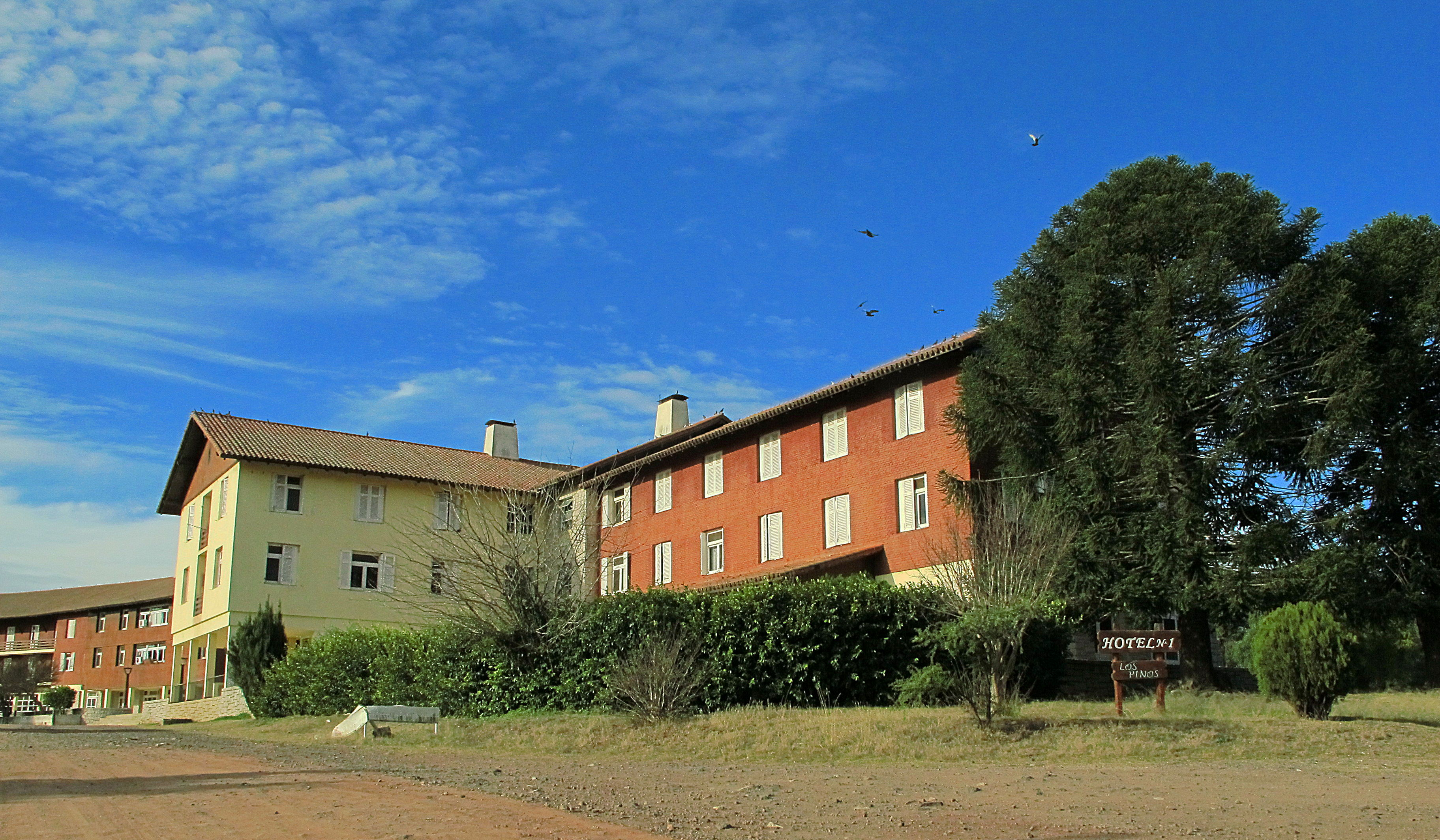
Hotel N˚ 1 Unidad Turística Embalse.

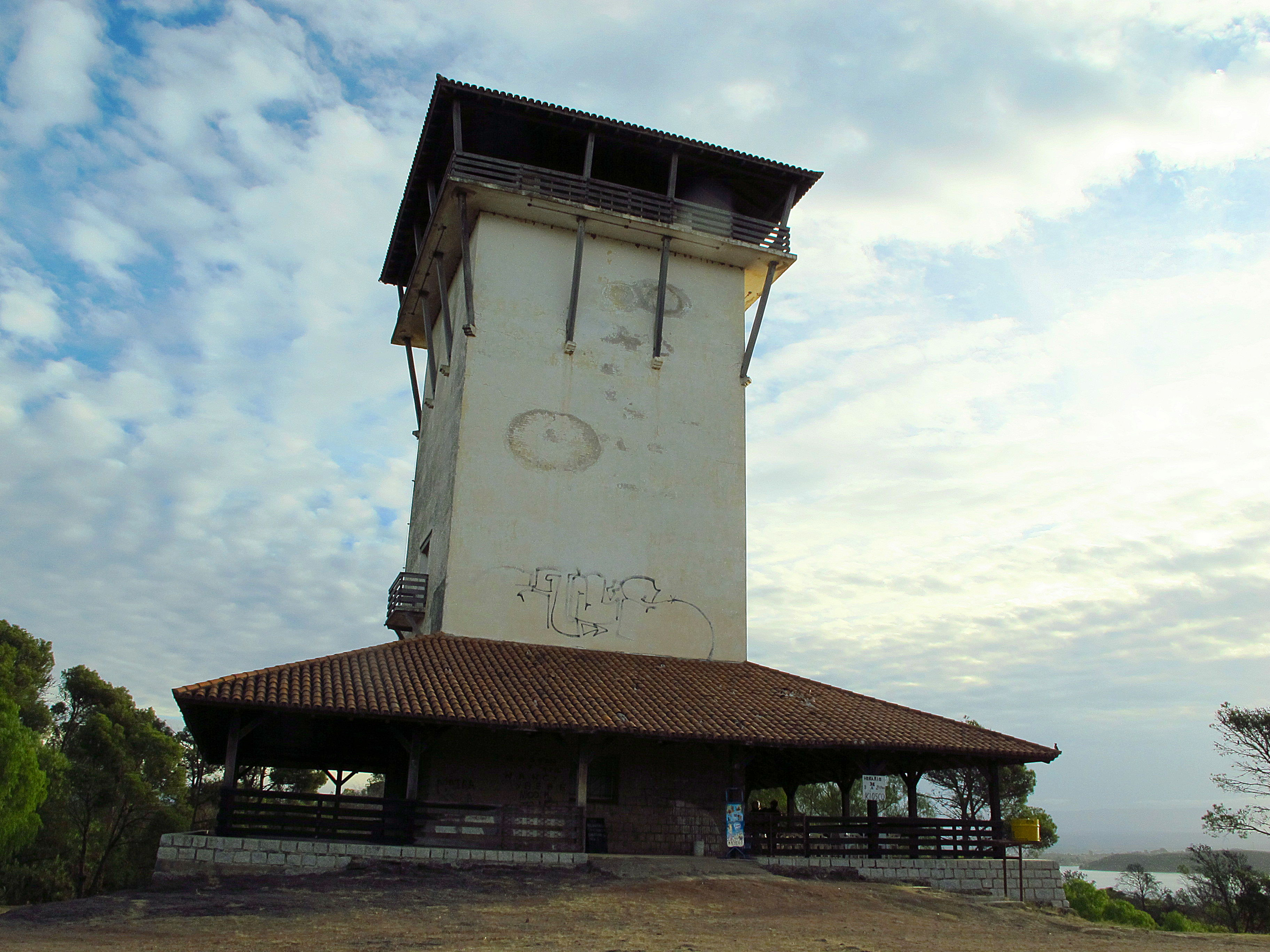
Mirador de la Unidad Turística Embalse.

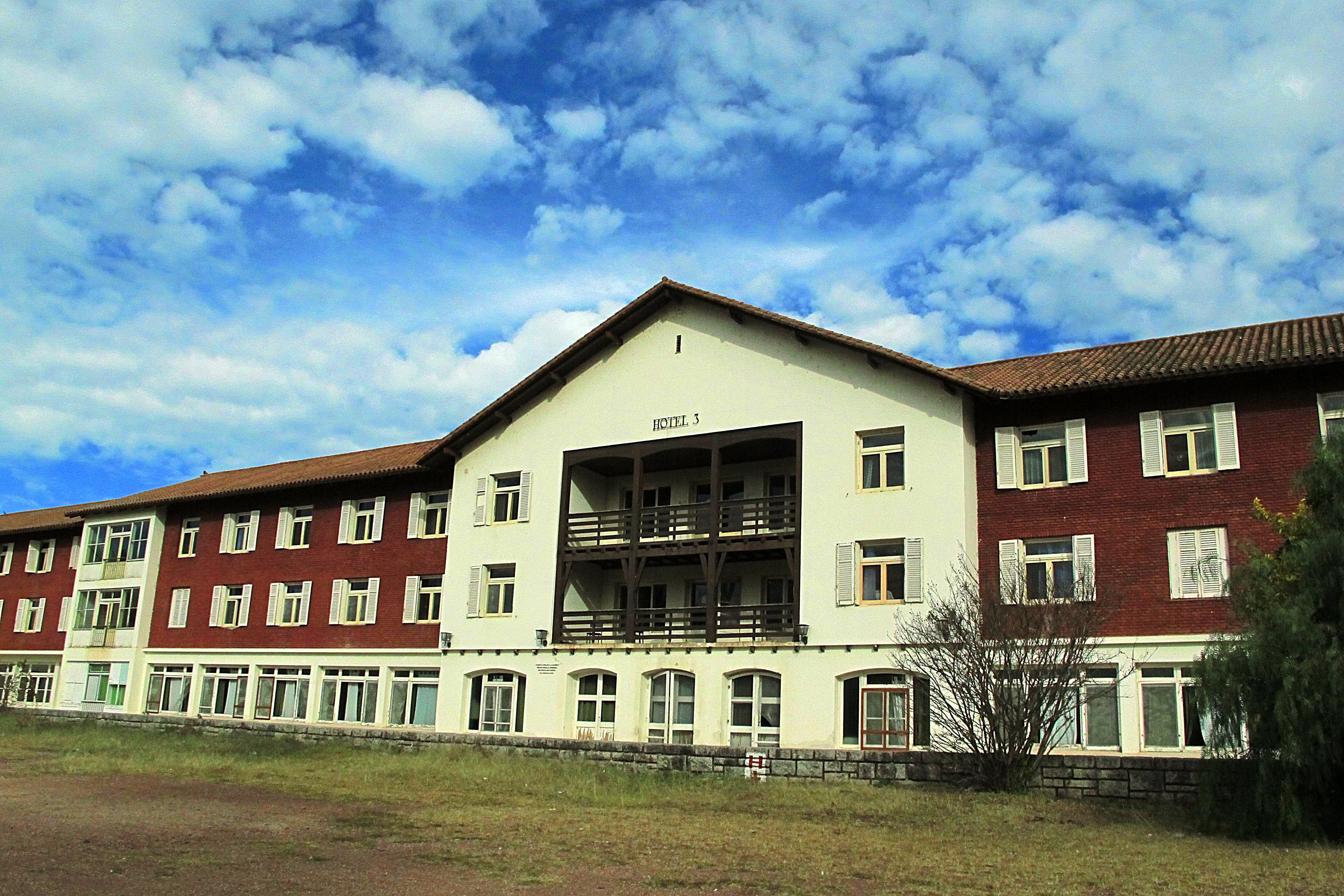
Hotel N˚ 3 Unidad Turística Embalse.

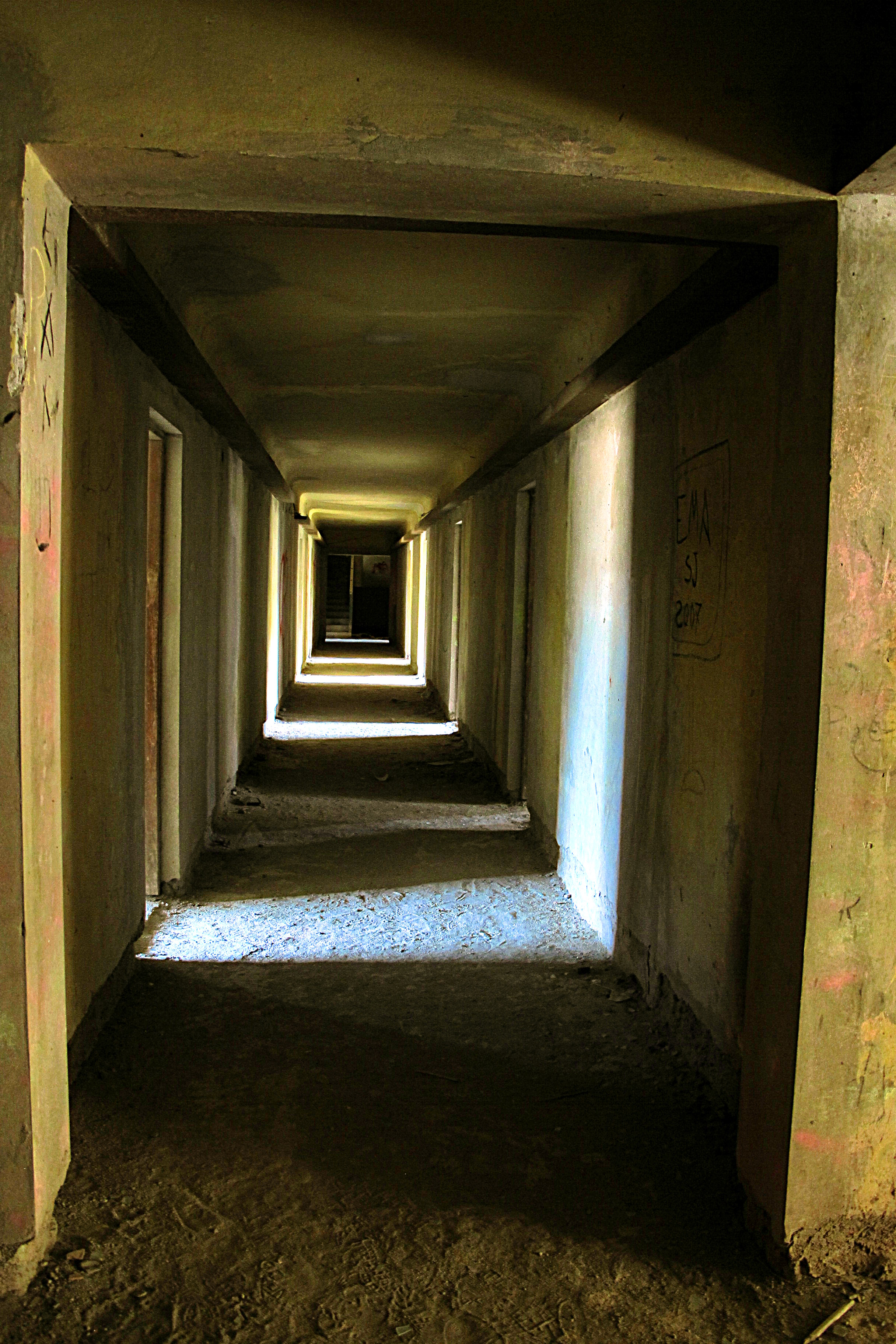
Vista de un pasillo interior del Hotel N˚ 5, actualmente abandonado.

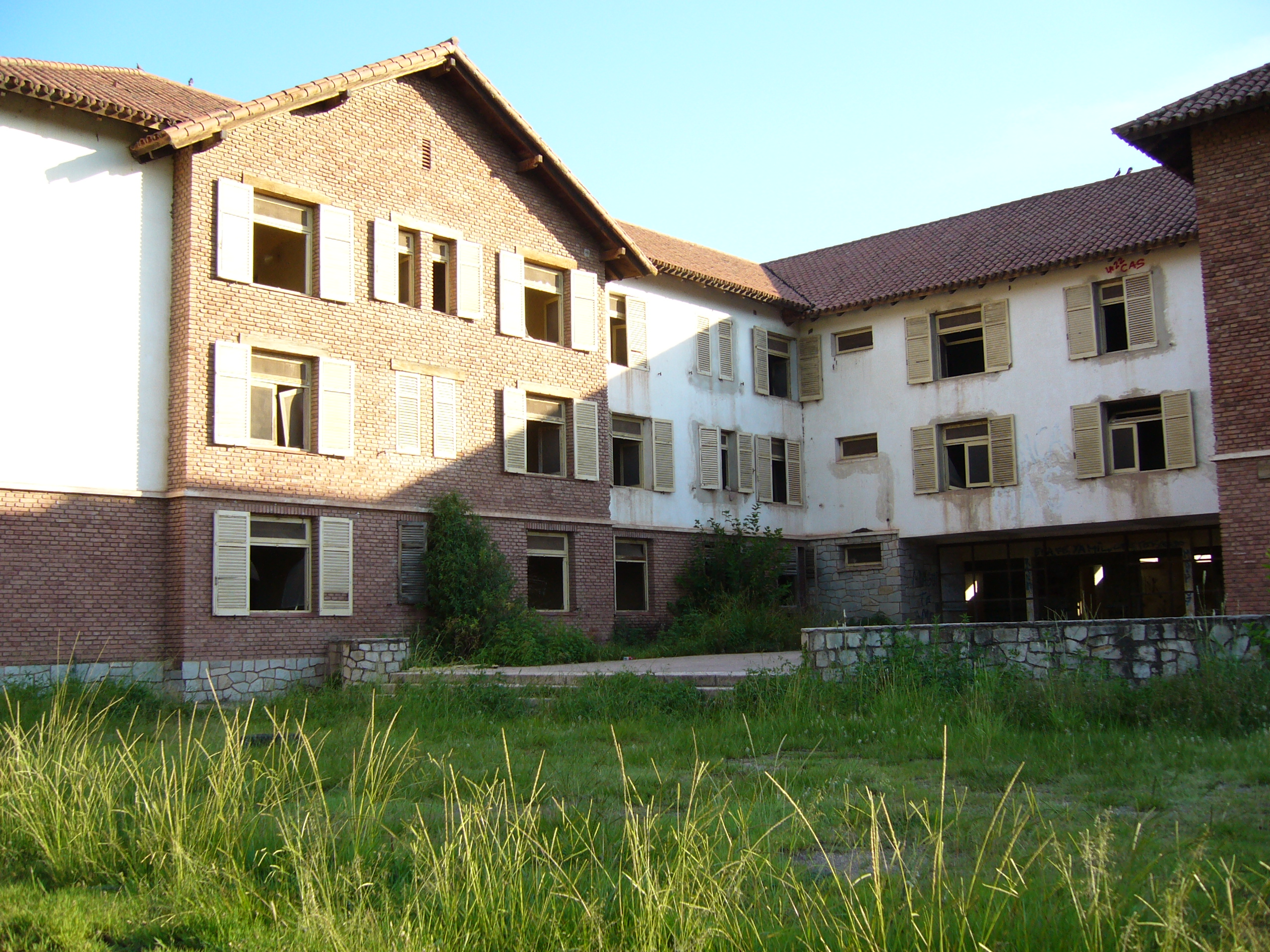
Vista parcial del Hotel N˚ 5 en 2009.

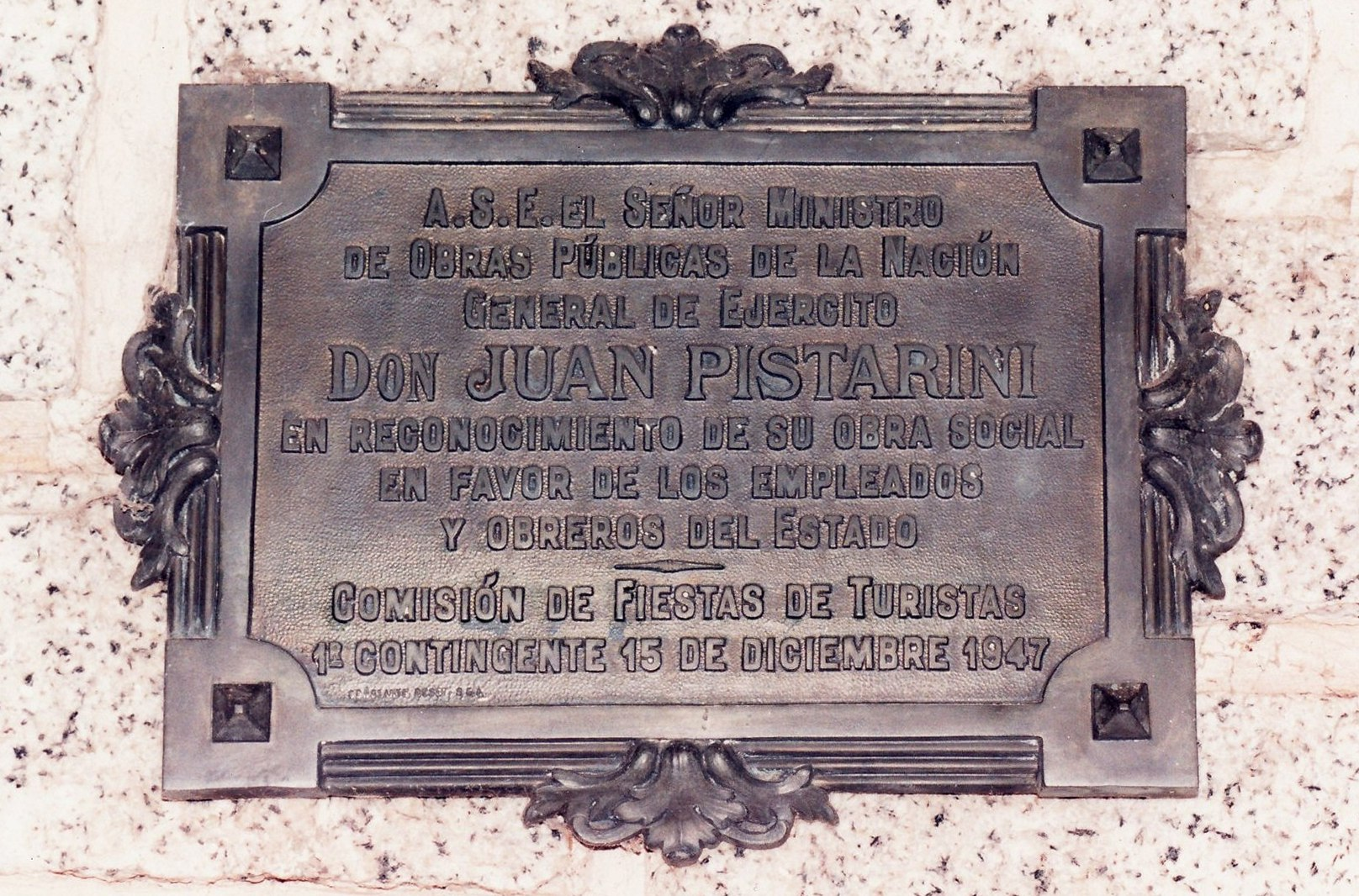
Placa homenaje a Juan Pistarini en el Hotel N˚ 2 de la Unidad Turística Embalse, Córdoba, Argentina

La Unidad Turística Embalse es un complejo de hoteles del Ministerio de Turismo de la Nación Argentina, ubicado en la ciudad de Embalse, provincia de Córdoba, en las Sierras de Córdoba en el área central de la Argentina. Fue construido por la presidencia de Juan Domingo Perón entre 1946 y 1951. En el año 2013 el complejo fue declarado Monumento Histórico Nacional por decreto 784/2013.

## Historia y características del complejo
En 1944 Juan Pistarini visita Embalse y su Colonia de Vacaciones, autoriza la construcción de 50 casas, el edificio del Correo, un nuevo salón comedor, años más tarde cedido para colegio secundario. Se termina la Gruta San Martín de Porres, el tanque de agua y se foresta todo el lugar. Instalando un parque que lo rodea. La obra de forestación fue ordenada y dirigida por el mismo Gral. Juan Pistarini y contiene alrededor de 800.000 ejemplares de diversas especies. Durante la dictadura autodenominada Revolución Libertadora del año 1955 fue detenido por razones políticas y murió apresado el 29 de mayo de 1956.
La Unidad Turística Embalse se comenzó a construir hacia 1946, dentro de la planificación del Plan Quinquenal, y se terminó en 1951, siendo uno de los símbolos arquitectónicos de la política de estado del bienestar o «justicia social» que caracterizó al primer y segundo gobierno del presidente Juan Domingo Perón. En 1947 se inaugura los Hoteles Nº 1 y Nº 2. En 1951 se termina el Hotel Nº 6, Nº 7.
El complejo está desarrollado en un amplio predio a orillas del Embalse Ministro Pistarini, y es atravesado por la ruta provincial 61. Consta de 7 hoteles, 51 bungalows, pileta, tanque de agua —que también se desempeña como mirador—, capilla, servicio médico, amplio parque y jardines, administración, locales comerciales y varios edificios de servicios de mantenimiento.
Está compuesta por 7 hoteles y 51 bungalows. Los hoteles se distinguen según sus características en categorías “A” y “B”. 
Cada hotel tiene número, nombre, categoría y capacidad [expresada en turistas]:
- “Los Pinos”, Hotel N˚ 1, B, 576
- “Las Acacias”, Hotel N˚ 2, B, 576
- “El Piquillín,” Hotel N˚ 3, B, 556
- “El Tala”, Hotel N˚ 4, A, 148
- “El Espinillo”, Hotel N˚ 5, B, 356
- “El Chañar”, Hotel N˚ 6, B, 356
- “El Quebracho”, Hotel N˚ 7, A, 148

Los hoteles con categoría "B" poseen
- ·Servicios de habitaciones y limpieza general.
- ·Cambio de ropa blanca cada 3 días
- ·Cambio de toallas y toallones día por medio
- ·Higiene y limpieza diaria de habitaciones y/o baños
- ·Desayuno; almuerzo y cena con atención de mozos y menús designados
- ·Atención al turista las 24 h
- ·Fiesta de bienvenida y despedida
- ·Cine
- ·Juegos y bailes
- ·Paseos y caminatas

La estadía es de 6 noches y 7 días
Los hoteles 1 y 2, 4 y 7, y 5 y 6 tienen diseños arquitectónicos gemelos. Solo el 3 tiene un diseño único.
Entre los 7 hoteles, el hotel No. 5 era el más lujoso, contando con pisos de parqué y escaleras de mármol. En 1980 las autoridades nacionales de Turismo, durante la última dictadura, decidieron remodelarlo, se llevaron el parqué, el mármol, llenando 15 camiones cargados hacia el Chaco, que nunca llegaron a ese destino. También se llevaron vajilla de plata y de alpaca, entre otros bienes.
En 2017 solo estaban habilitados los hoteles 2, 4 y 7, los restantes en un estado de triste e insensato abandono.

## Turismo social en Argentina
La Unidad Turística Embalse es una obra monumental que ha sido el destino de vacaciones de varias generaciones de argentinos. Su importancia radica, como lo señala la historia del turismo, en que estos complejos significaron el pasaje de un turismo solo reservado a la clase alta de fines del siglo XIX y primera mitad del siglo XX a un turismo masivo para la clase media y un turismo social para la clase baja en la segunda mitad del siglo XX.
Simultáneamente a la construcción de la Unidad Turística Embalse, se edificó otro complejo muy similar sobre las playas del mar Argentino, la Unidad Turística Chapadmalal, en la localidad de Chapadmalal del partido de General Pueyrredón, Provincia de Buenos Aires, Argentina.